# أسل بصيلي
الأسَل البصيلي (باللاتينية: Juncus bulbosus) هو نوع نباتي ينتمي إلى جنس الأسل من الفصيلة الأسلية.

## البيئة والانتشار
موطنه معظم مناطق أوروبا والمغرب العربي وأدخل أيضًا إلى أستراليا ونيوزيلندا وأمريكا الشمالية.

## الوصف النباتي
نبات عشبي معمر يشبه النجيليات. ينتشر بالجذامير وله سوق كثيرة من القاعدة. الساق أسطوانية رفيعة قائمة وخشنة. يصل ارتفاع النبات إلى متر ونصف. الأوراق رفيعة خيطية، ثنائية الشعب ينتهي كل فرع بواحدة إلى ثلاث. يميل النبات للون البني عند النضج. النورة الزهرية عشكولية يصل طولها إلى 20 سم. يزهر النبات في أواخر فصل الربيع.